# Jeux olympiques d'hiver de 2018
Les Jeux olympiques d'hiver de 2018, officiellement appelés les XXIIIes Jeux olympiques d'hiver, se sont déroulés du 9 février au 25 février à PyeongChang en Corée du Sud, ville qui a été élue le 6 juillet 2011, à Durban en Afrique du Sud lors de la 123e session du Comité international olympique. Trois villes étaient candidates pour accueillir l'événement : Annecy (France), Munich (Allemagne) et PyeongChang (Corée du Sud).
Après une série de métropoles (Nagano, Salt Lake City, Turin, Vancouver et Sotchi), ces Jeux marquent le retour pour la première fois depuis 1994 de la compétition hivernale dans une petite ville de montagne.
Le 5 décembre 2017, à la suite de la révélation du système de dopage d'État lors des Jeux olympiques de Sotchi 2014, le Comité international olympique suspend le  Comité national olympique russe de ces Jeux et donc la Russie en tant que nation participante. Ses athlètes sont toutefois autorisés à y participer sous drapeau olympique, sur invitation, et en portant la mention « Athlètes olympiques de Russie » (OAR). Leur participation se fera sous réserve qu'ils n'aient jamais été suspendus pour dopage et qu'ils se soumettent à des tests indépendants.
Ces Jeux sont marqués par la participation de la Corée du Nord et un réchauffement des relations entre les deux Corées avec notamment une équipe féminine de hockey sur glace constituée de joueuses des deux nations. Ils sont également marqués par la tchèque Ester Ledecká qui est la première athlète de l'histoire des Jeux olympiques d'hiver à gagner la médaille d'or dans deux disciplines olympiques différentes (ski alpin et snowboard) au cours de la même édition.
La Norvégienne Marit Bjørgen est l'athlète la plus décorée de ces Jeux avec cinq médailles en ski de fond, qui lui permettent de s'installer au sommet du palmarès des Jeux d'hiver, hommes et femmes confondus avec un total de quinze podiums dont huit titres. De leurs côtés, Shaun White en snowboard half pipe et Dario Cologna en ski de fond sur 15 km gagnent leur troisième titre olympique dans leurs épreuves respectives, alors que  Ireen Wüst devient la plus médaillée des patineurs et patineuses de vitesse aux Jeux en atteignant le total de onze podiums.
Deux athlètes gagnent trois médailles d'or dans ces Jeux : le fondeur norvégien Johannes Høsflot Klæbo et le biathlète français Martin Fourcade. Ce dernier parvient à un total de cinq titres pour devenir le plus décoré des athlètes français tous Jeux confondus.
La Norvège termine en tête du tableau des médailles avec 14 en or (à égalité avec l'Allemagne en termes de titres olympiques), 14 en argent et 11 en bronze pour un total de 39 podiums qui est le nouveau record d'une nation aux Jeux d'hiver.

## Sélection des villes
À l'issue de la date limite d'envoi des candidatures le 15 octobre 2009, trois villes se déclarent requérantes à l'organisation des Jeux olympiques d'hiver de 2018 : Annecy (en France), Munich (en Allemagne) et PyeongChang (en Corée du Sud). Il s'agit du plus faible nombre de villes requérantes pour l'organisation des Jeux d'hiver depuis 1988.
Le 20 juin 2010, à la suite de l'évaluation des candidatures, le Comité international olympique annonce qu'aucune ville candidate n'est recalée.
Le vote a lieu le 6 juillet 2011 à Durban lors de la 123e session du Comité international olympique, et les membres du CIO n'ont besoin que d'un seul tour pour désigner la ville hôte.
| Ville candidate | Pays         | 1er tour |
| --------------- | ------------ | -------- |
| PyeongChang     | Corée du Sud | 63       |
| Munich          | Allemagne    | 25       |
| Annecy          | France       | 7        |

C'est donc la Corée du Sud qui accueille ses premiers Jeux olympiques d'hiver, 30 ans après les Jeux olympiques d'été de Séoul en 1988.

## Organisation

### Logo et slogan
Deux logos différents ont été créés pour les Jeux olympiques d'hiver de 2018, une pour la candidature de PyeongChang et l'autre en tant que marque des Jeux eux-mêmes.

Logo de la candidature de PyeongChang pour les JO de 2018.
Logo officiel utilisé pour les JO de 2018.
Logo des Jeux paralympiques d'hiver de 2018.

Le logo officiel, conçu par Ha Jong-joo, reprend, stylisés, deux caractères du hangeul, l'alphabet coréen. Le premier est la lettre P de Pyeong, « ㅍ », le second la lettre Ch de Chang, « ㅊ » stylisé en astérisque (les mots coréens ont un découpage syllabique). Il s'inspire aussi du Cheon-ji-in, un humanisme traditionnel coréen. La première lettre représente un lieu de rassemblement où trois éléments sont en harmonie : le ciel, la terre et l'homme. La seconde lettre symbolise la neige et la glace et la venue à PyeongChang de gens venus des quatre coins du monde. Les couleurs du logo sont cinq couleurs traditionnelles : le noir, le bleu/vert (que le coréen ne distingue pas), le jaune, le rouge et le blanc. Ce sont aussi les couleurs du drapeau olympique. Le logo a été conçu par l'agence Interbrand.
Le slogan, « Passion. Connected. », a été dévoilé exactement 1 000 jours avant les Jeux, lors d'un événement spécial à Séoul. Le mot Passion représente ici la façon dont PyeongChang accueillera les Jeux olympiques de 2018, l'esprit des Jeux et l'hospitalité unique des Coréens. Le mot Connected, quant à lui, représente l'ouverture d'esprit de la ville ainsi que la culture et la technologie coréenne qui permettra à des athlètes de toutes les générations de participer. Ces deux mots combinés symbolisent la vision de PyeongChang pour répandre le goût de participer à des sports d'hiver en Asie.

### Mascotte

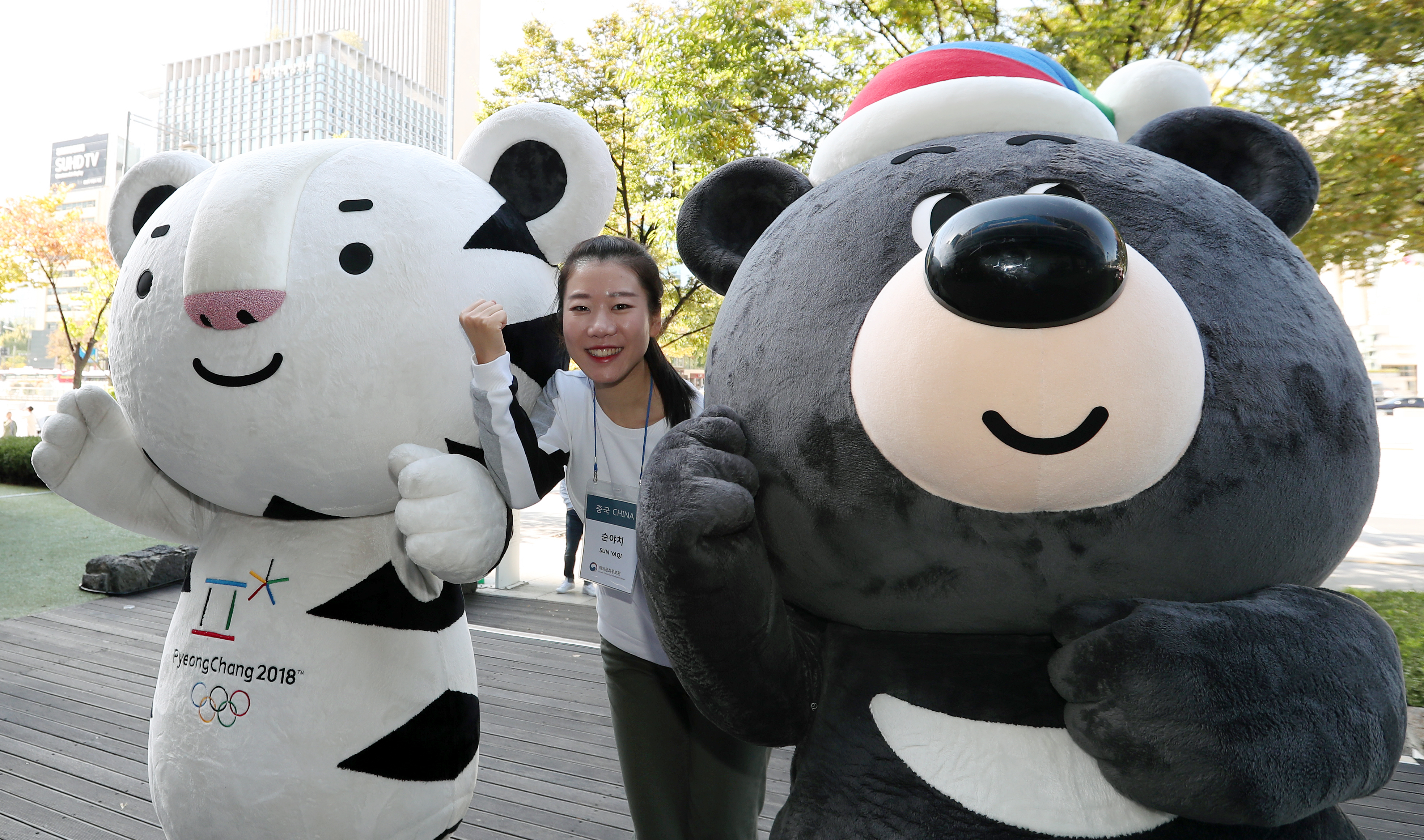
Le tigre blanc Soohorang au côté de l'ours noir Bandabi (mascotte paralympique).

La mascotte des Jeux est Soohorang, un tigre blanc dévoilé en 2016. C'est la première fois depuis les Jeux olympiques de 1992 que les Jeux d'hiver ont une mascotte unique. Le tigre apparaît dans la mythologie de la fondation de la Corée et est étroitement associé à la culture et au folklore coréen.

### Aspects techniques
À partir de juin 2016, le LETI pilote avec une vingtaine de partenaires industriels le projet de démonstrateur de la technologie 5G pour la téléphonie mobile, à l'occasion des Jeux de PyeongChang. En collaborant avec des entreprises comme Thales Alenia Space ou Telespazio, le laboratoire s’appuie sur les technologies d'onde radioélectrique de la bande de fréquence 28 GHz qui existent déjà dans le domaine spatial pour ouvrir le premier service mobile 5G au monde.

## Sites olympiques

Sites olympiques 2018.

Les Jeux se déroulent autour de deux sites principaux :
- la ville littorale de Gangneung ;
- le parc des sports d'Alpensia.

### Parc des sports d'Alpensia
La station alpine d'Alpensia Resort dans la commune de Daegwallyeong-myeon est le centre principal des Jeux olympiques de PyeongChang. À l'instar de ce qui avait été fait à Albertville en 1992, une structure temporaire accueille les cérémonies d'ouverture et de clôture.
Le pôle d'Alpensia comprend les installations suivantes :
- Village olympique principal (dôme de Yongpyong) ;
- Stade olympique de PyeongChang : cérémonies d'ouverture et de clôture[12] ;
- Centre de saut à ski d'Alpensia : saut à ski, combiné nordique, snowboard (Big air) ;
- Centres de biathlon et de ski de fond d'Alpensia : biathlon, ski de fond et combiné nordique ;
- Centre alpin de Yongpyong : ski alpin (slalom, slalom géant) ;
- Centre de glisse d'Alpensia : luge, bobsleigh et skeleton.

### Pôle du littoral de Gangneung
À l'exception du Centre de curling de Gangneung, toutes les infrastructures du pôle du littoral sont nouvelles et construites pour les Jeux. Leur construction a commencé en juillet 2014, pour un achèvement prévu en octobre 2016. Le coût total de construction de ces patinoires est estimé à 425 millions de dollars US. Quatre des patinoires sont regroupées dans un parc olympique, tandis que la seconde patinoire de hockey se trouve à l'Université Kwandong.
- Parc olympique de Gangneung
  - Centre de curling de Gangneung : Curling
  - Palais des glaces de Gangneung : Short-track et patinage artistique
  - Centre de hockey de Gangneung : Hockey sur glace (installation temporaire)
  - Ovale de Gangneung – Patinage de vitesse
- Université Kwandong
  - Centre de hockey de Kwandong : Hockey sur glace

### Sites olympiques isolés
- Parc de neige de Bokwang
  - Site de ski acrobatique de Bokwang : Ski acrobatique
  - Site de snowboard de Bokwang : Snowboard (sauf Big air)
- Centre alpin de Jeongseon (Jungbong) : Ski alpin (descente, Super-G et combiné)

## Nations participantes
Au 4 septembre 2017, un total de 82 nations ont qualifié au moins un athlète. Au total c'est un record de 92 comités olympiques (93 nations si on prend en compte les deux Corées) et 2 925 athlètes qui participent.
- L'Équateur, l'Érythrée, le Kosovo, la Malaisie, le Nigeria et Singapour font leur première apparition aux Jeux olympiques d'hiver[16].
- La Corée du Nord ayant qualifié deux athlètes en patinage artistique, ces derniers seront autorisés à traverser la Zone coréenne démilitarisée pour se rendre en Corée du Sud[17]. Par ailleurs, une équipe unifiée de Corée est représentée dans le tournoi féminin de hockey sur glace composée de 12 Nord-Coréennes et de 23 Sud-Coréennes[18].
- Ayant participé à la précédente olympiade, dix nations ne seront pas présentes en Corée : les Îles Vierges britanniques, Îles Vierges des États-Unis, Îles Caymans, la Dominique, le Népal, le Paraguay, le Pérou, le Tadjikistan, le Venezuela et le Zimbabwe.
- Les plus importantes délégations sont les États-Unis (241 personnes), le Canada (226), la Suisse (170), l'OAR (168) et l'Allemagne (156).

| Afrique | Amérique | Asie | Europe | Océanie                                              |
| --- | --- | --- | --- | ---------------------------------------------------- |
| - Afrique du Sud (1) - Érythrée (1) - Ghana (1) - Kenya (1) - Madagascar (1) - Maroc (2) - Nigeria (3) - Togo (2) | - Argentine (6) - Bermudes (1) - Bolivie (2) - Brésil (9) - Canada (226) - Chili (7) - Colombie (4) - Équateur (1) - États-Unis (241) - Jamaïque (3) - Mexique (4) - Porto Rico (1) | - Chine (81) - Corée (35) - Corée du Nord (10) - Corée du Sud (121) - Hong Kong (1) - Inde (2) - Iran (4) - Japon (124) - Kazakhstan (46) - Kirghizistan (2) - Liban (3) - Malaisie (2) - Mongolie (2) - Ouzbékistan (2) - Pakistan (2) - Philippines (2) - Singapour (1) - Taipei chinois (4) - Thaïlande (4) - Timor oriental (1) | - Albanie (2) - Allemagne (156) - Andorre (5) - Arménie (3) - Autriche (105) - Azerbaïdjan (1) - Belgique (22) - Biélorussie (33) - Bosnie-Herzégovine (4) - Bulgarie (21) - Chypre (1) - Croatie (18) - Danemark (17) - Espagne (12) - Estonie (22) - Finlande (106) - France (108) - Géorgie (4) - Grande-Bretagne (59) - Grèce (4) - Hongrie (19) - Irlande (5) - Islande (5) - Israël (10) - Italie (122) - Kosovo (1) - Lettonie (34) - Liechtenstein (3) - Lituanie (9) - Luxembourg (1) - Macédoine (3) - Malte (1) - Moldavie (2) - Monaco (3) - Monténégro (3) - Norvège (109) - OAR (Athlètes olympiques de Russie) (168) - Pays-Bas (33) - Pologne (62) - Portugal (2) - Roumanie (27) - Saint-Marin (1) - Serbie (4) - Slovaquie (56) - Slovénie (71) - Suède (119) - Suisse (170) - République tchèque (95) - Turquie (8) - Ukraine (33) | - Australie (51) - Nouvelle-Zélande (21) - Tonga (1) |
| 8 pays | 13 pays | 20 pays | 50 pays | 3 pays                                               |

### Exclusion de la Russie
La révélation du système de dopage d'État organisé durant les Jeux olympiques d'hiver de 2014, et le résultat des enquêtes menées par diverses commissions mandatées par l'Agence mondiale antidopage et le Comité international olympique entraîne ce dernier à prononcer de nombreuses sanctions
envers, au 22 décembre 2017, quarante-trois sportifs russes médaillés ou non à Sotchi en 2014, annulant notamment treize médailles dont quatre en or. Le 5 décembre 2017, la commission exécutive du CIO suspend le comité olympique russe, et donc la Russie en tant que nation participante, des Jeux olympiques de PyeongChang 2018, mais décide toutefois d'inviter ses athlètes qui pourront concourir sous le drapeau olympique. « Ces athlètes invités participeront aux Jeux, que ce soit dans des compétitions individuelles ou par équipes, sous l'appellation “Athlètes olympiques de Russie (OAR)”. Ils concourront dans une tenue portant cette appellation et sous le drapeau olympique. L'hymne olympique sera interprété lors de toute cérémonie les concernant. ». Une commission dite Autorité de contrôle indépendante (ACI) dirigée par Valérie Fourneyron établira la liste des athlètes russes invités sous réserves « qu'ils n'aient pas été disqualifiés ni déclarés inadmissibles en raison d'une violation des règles antidopage », qu'ils se soient « soumis à tous les contrôles ciblés avant les Jeux que le groupe de travail antidopage aura recommandés » et qu'ils se soient « pliés à toute autre exigence en matière de contrôle telle que formulée par le comité afin de garantir des conditions de compétition équitables pour tous ».

## Compétition

### Relais de la flamme olympique
La flamme olympique est arrivée à Incheon le premier novembre 2017. Elle voyage ensuite dans 17 villes et provinces de Corée du Sud pendant cent jours. Au total, elle implique 7 500 porteurs de torche, pour tenir compte des 75 millions de Coréens au total (Sud et Nord). Chaque jour, la ville et un de ses porteurs de torche sont mis en avant sur le site officiel des Jeux.

### Calendrier
|  | Cérémonies |  | Jour de compétition | 4 | Jour de finale (Nombre de finales) |  | Gala d’exhibition |

| Calendrier général des Jeux olympiques de 2018 | Calendrier général des Jeux olympiques de 2018 | Calendrier général des Jeux olympiques de 2018 | Calendrier général des Jeux olympiques de 2018 | Calendrier général des Jeux olympiques de 2018 | Calendrier général des Jeux olympiques de 2018 | Calendrier général des Jeux olympiques de 2018 | Calendrier général des Jeux olympiques de 2018 | Calendrier général des Jeux olympiques de 2018 | Calendrier général des Jeux olympiques de 2018 | Calendrier général des Jeux olympiques de 2018 | Calendrier général des Jeux olympiques de 2018 | Calendrier général des Jeux olympiques de 2018 | Calendrier général des Jeux olympiques de 2018 | Calendrier général des Jeux olympiques de 2018 | Calendrier général des Jeux olympiques de 2018 | Calendrier général des Jeux olympiques de 2018 | Calendrier général des Jeux olympiques de 2018 | Calendrier général des Jeux olympiques de 2018 | Calendrier général des Jeux olympiques de 2018 | Calendrier général des Jeux olympiques de 2018 |
| Février 2018                                   | Février 2018                                   | Février 2018                                   | 8                                              | 9                                              | 10                                             | 11                                             | 12                                             | 13                                             | 14                                             | 15                                             | 16                                             | 17                                             | 18                                             | 19                                             | 20                                             | 21                                             | 22                                             | 23                                             | 24                                             | 25                                             |
| ---------------------------------------------- | ---------------------------------------------- | ---------------------------------------------- | ---------------------------------------------- | ---------------------------------------------- | ---------------------------------------------- | ---------------------------------------------- | ---------------------------------------------- | ---------------------------------------------- | ---------------------------------------------- | ---------------------------------------------- | ---------------------------------------------- | ---------------------------------------------- | ---------------------------------------------- | ---------------------------------------------- | ---------------------------------------------- | ---------------------------------------------- | ---------------------------------------------- | ---------------------------------------------- | ---------------------------------------------- | ---------------------------------------------- |
| Cérémonies                                     | Cérémonies                                     | Drapeau olympique                              |                                                | O                                              |                                                |                                                |                                                |                                                |                                                |                                                |                                                |                                                |                                                |                                                |                                                |                                                |                                                |                                                |                                                | C                                              |
| Bobsleigh                                      | Bobsleigh                                      | Pictogramme Bobsleigh                          |                                                |                                                |                                                |                                                |                                                |                                                |                                                |                                                |                                                |                                                |                                                | 1                                              |                                                | 1                                              |                                                |                                                |                                                | 1                                              |
| Curling                                        | Curling                                        | Pictogramme Curling                            |                                                |                                                |                                                |                                                |                                                | 1                                              |                                                |                                                |                                                |                                                |                                                |                                                |                                                |                                                |                                                |                                                | 1                                              | 1                                              |
| Hockey sur glace                               | Hockey sur glace                               | Pictogramme Hockey sur glace                   |                                                |                                                |                                                |                                                |                                                |                                                |                                                |                                                |                                                |                                                |                                                |                                                |                                                |                                                | 1                                              |                                                |                                                | 1                                              |
| Luge                                           | Luge                                           | Pictogramme Luge                               |                                                |                                                |                                                | 1                                              |                                                | 1                                              | 1                                              | 1                                              |                                                |                                                |                                                |                                                |                                                |                                                |                                                |                                                |                                                |                                                |
| P a t i n a g e                                | Artistique                                     | Pictogramme Patinage artistique                |                                                |                                                |                                                |                                                | 1                                              |                                                |                                                | 1                                              |                                                | 1                                              |                                                |                                                | 1                                              |                                                |                                                | 1                                              |                                                |                                                |
| P a t i n a g e                                | Vitesse                                        | Pictogramme Patinage de vitesse                |                                                |                                                | 1                                              | 1                                              | 1                                              | 1                                              | 1                                              | 1                                              | 1                                              |                                                | 1                                              | 1                                              |                                                | 2                                              |                                                | 1                                              | 2                                              |                                                |
| P a t i n a g e                                | Short-track                                    | Pictogramme Short-track                        |                                                |                                                | 1                                              |                                                |                                                | 1                                              |                                                |                                                |                                                | 2                                              |                                                |                                                | 1                                              |                                                | 3                                              |                                                |                                                |                                                |
| Skeleton                                       | Skeleton                                       | Pictogramme Skeleton                           |                                                |                                                |                                                |                                                |                                                |                                                |                                                |                                                | 1                                              | 1                                              |                                                |                                                |                                                |                                                |                                                |                                                |                                                |                                                |
| Ski acrobatique                                | Ski acrobatique                                | Pictogramme Ski acrobatique                    |                                                |                                                |                                                | 1                                              | 1                                              |                                                |                                                |                                                | 1                                              | 1                                              | 2                                              |                                                | 1                                              | 1                                              | 1                                              | 1                                              |                                                |                                                |
| Ski alpin                                      | Ski alpin                                      | Pictogramme Ski alpin                          |                                                |                                                |                                                | 1                                              | 1                                              | 1                                              | 1                                              | 1                                              |                                                | 1                                              | 1                                              |                                                |                                                | 1                                              | 1                                              | 1                                              | 1                                              |                                                |
| S k i n o r d i q u e                          | Biathlon                                       | Pictogramme Biathlon                           |                                                |                                                | 1                                              | 1                                              | 2                                              |                                                | 1                                              | 1                                              |                                                | 1                                              | 1                                              |                                                | 1                                              |                                                | 1                                              | 1                                              |                                                |                                                |
| S k i n o r d i q u e                          | Combiné nordique                               | Pictogramme Combiné nordique                   |                                                |                                                |                                                |                                                |                                                |                                                | 1                                              |                                                |                                                |                                                |                                                |                                                | 1                                              |                                                | 1                                              |                                                |                                                |                                                |
| S k i n o r d i q u e                          | Saut à ski                                     | Pictogramme Saut à ski                         |                                                |                                                | 1                                              |                                                | 1                                              |                                                |                                                |                                                |                                                | 1                                              |                                                | 1                                              |                                                |                                                |                                                |                                                |                                                |                                                |
| S k i n o r d i q u e                          | Ski de fond                                    | Pictogramme Ski de fond                        |                                                |                                                | 1                                              | 1                                              |                                                | 2                                              |                                                | 1                                              | 1                                              | 1                                              | 1                                              |                                                |                                                | 2                                              |                                                |                                                | 1                                              | 1                                              |
| Snowboard                                      | Snowboard                                      | Pictogramme Snowboard                          |                                                |                                                |                                                | 1                                              | 1                                              | 1                                              | 1                                              | 1                                              | 1                                              |                                                |                                                |                                                |                                                |                                                |                                                | 1                                              | 3                                              |                                                |
| Février 2018                                   | Février 2018                                   | Février 2018                                   | 8                                              | 9                                              | 10                                             | 11                                             | 12                                             | 13                                             | 14                                             | 15                                             | 16                                             | 17                                             | 18                                             | 19                                             | 20                                             | 21                                             | 22                                             | 23                                             | 24                                             | 25                                             |

|  | Cérémonies |  | Jour de compétition | 4 | Jour de finale (Nombre de finales) |  | Gala d’exhibition |

### Sports au programme
Ces Jeux comprennent 102 épreuves (50 épreuves masculines, 44 féminines et 8 mixtes) pour quinze disciplines dans sept sports olympiques.
Quatre nouvelles disciplines sont introduites à PyeongChang :
- épreuve de big air en snowboard ;
- épreuve de curling double mixte ;
- épreuve de mass start en  patinage de vitesse ;
- épreuve de slalom parallèle par équipes en ski alpin.

Intel Extreme Masters, un tournoi officiel de sport électronique, est organisé en amont des Jeux par Intel et soutenu par le CIO via la Electronic Sports League : les deux franchises au programme sont StarCraft II et Steep : Road to the Olympics. Le CIO a conditionné les discussions sur l’intégration des sports électroniques au programme olympique à la création d’une fédération internationale.
| Disciplines         | Hommes | Femmes | Mixte | Total |
| ------------------- | ------ | ------ | ----- | ----- |
| Biathlon            | 5      | 5      | 1     | 11    |
| Bobsleigh           | 2      | 1      | -     | 3     |
| Combiné nordique    | 3      | -      | -     | 3     |
| Curling             | 1      | 1      | 1     | 3     |
| Hockey sur glace    | 1      | 1      | -     | 2     |
| Luge                | 2      | 1      | 1     | 4     |
| Patinage artistique | 1      | 1      | 3     | 5     |
| Patinage de vitesse | 7      | 7      | -     | 14    |
| Saut à ski          | 3      | 1      | -     | 4     |
| Short-track         | 4      | 4      | -     | 8     |
| Skeleton            | 1      | 1      | -     | 2     |
| Ski acrobatique     | 5      | 5      | -     | 10    |
| Ski alpin           | 5      | 5      | 1     | 11    |
| Ski de fond         | 6      | 6      | -     | 12    |
| Snowboard           | 5      | 5      | -     | 10    |
| Total (15)          | 51     | 44     | 7     | 102   |

### Tableau des médailles

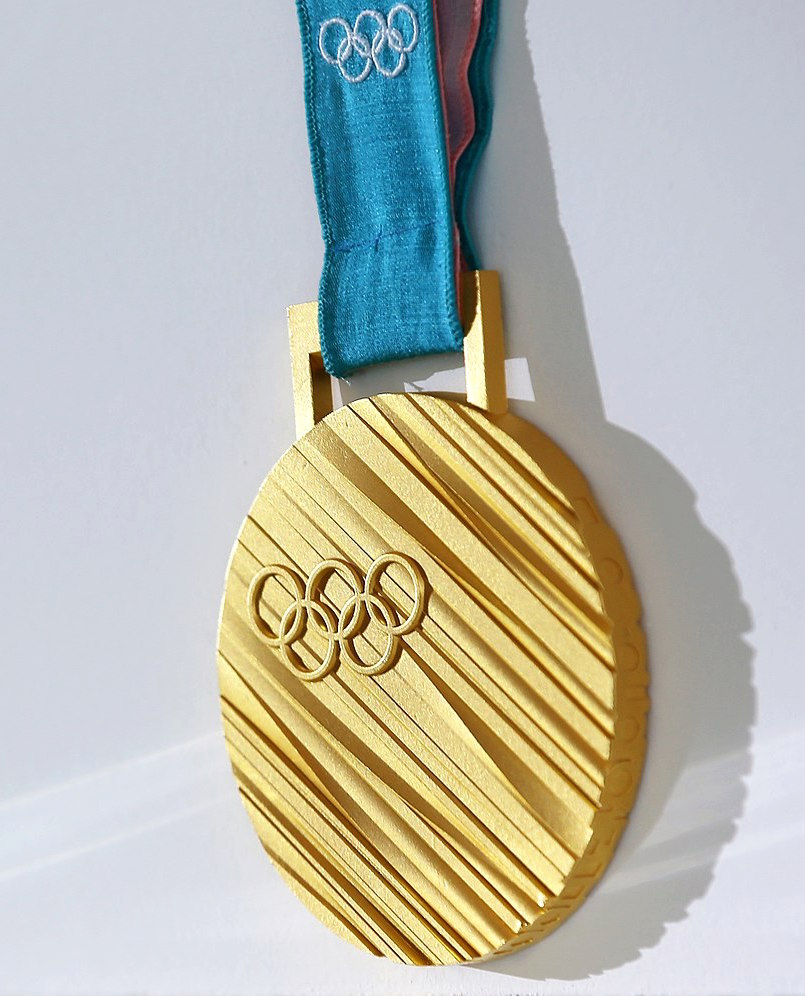
Médaille d'or des Jeux de PyeongChang 2018.

- Pays organisateur ( Corée du Sud)

| Rang  | Nation                        | Or  | Argent | Bronze | Total |
| ----- | ----------------------------- | --- | ------ | ------ | ----- |
| 1     | Norvège                       | 14  | 14     | 11     | 39    |
| 2     | Allemagne                     | 14  | 10     | 7      | 31    |
| 3     | Canada                        | 11  | 8      | 10     | 29    |
| 4     | États-Unis                    | 9   | 8      | 6      | 23    |
| 5     | Pays-Bas                      | 8   | 6      | 6      | 20    |
| 6     | Suède                         | 7   | 6      | 1      | 14    |
| 7     | Corée du Sud                  | 5   | 8      | 4      | 17    |
| 8     | Suisse                        | 5   | 6      | 4      | 15    |
| 9     | France                        | 5   | 4      | 6      | 15    |
| 10    | Autriche                      | 5   | 3      | 6      | 14    |
| 11    | Japon                         | 4   | 5      | 4      | 13    |
| 12    | Italie                        | 3   | 2      | 5      | 10    |
| 13    | Athlètes olympiques de Russie | 2   | 6      | 9      | 17    |
| 14    | République tchèque            | 2   | 2      | 3      | 7     |
| 15    | Biélorussie                   | 2   | 1      | 0      | 3     |
| 16    | Chine                         | 1   | 6      | 2      | 9     |
| 17    | Slovaquie                     | 1   | 2      | 0      | 3     |
| 18    | Finlande                      | 1   | 1      | 4      | 6     |
| 19    | Grande-Bretagne               | 1   | 0      | 4      | 5     |
| 20    | Pologne                       | 1   | 0      | 1      | 2     |
| 21    | Hongrie                       | 1   | 0      | 0      | 1     |
| 21    | Ukraine                       | 1   | 0      | 0      | 1     |
| 23    | Australie                     | 0   | 2      | 1      | 3     |
| 24    | Slovénie                      | 0   | 1      | 1      | 2     |
| 25    | Belgique                      | 0   | 1      | 0      | 1     |
| 26    | Espagne                       | 0   | 0      | 2      | 2     |
| 26    | Nouvelle-Zélande              | 0   | 0      | 2      | 2     |
| 28    | Kazakhstan                    | 0   | 0      | 1      | 1     |
| 28    | Lettonie                      | 0   | 0      | 1      | 1     |
| 28    | Liechtenstein                 | 0   | 0      | 1      | 1     |
| Total | Total                         | 103 | 102    | 102    | 307   |

## Inquiétudes et controverses

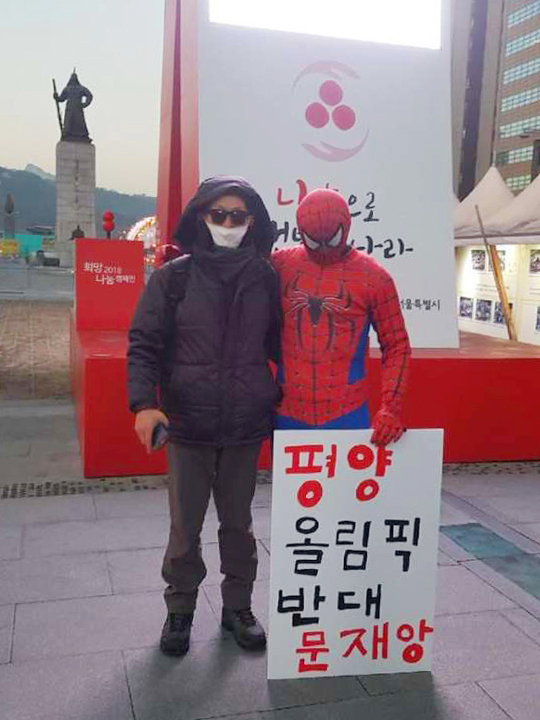
Des opposants au rapprochement des deux Corées qualifient cet événement sportif de « Jeux de Pyongyang », jeu de mots formulé à partir du nom de la capitale de Corée du Nord.

### Sécurité

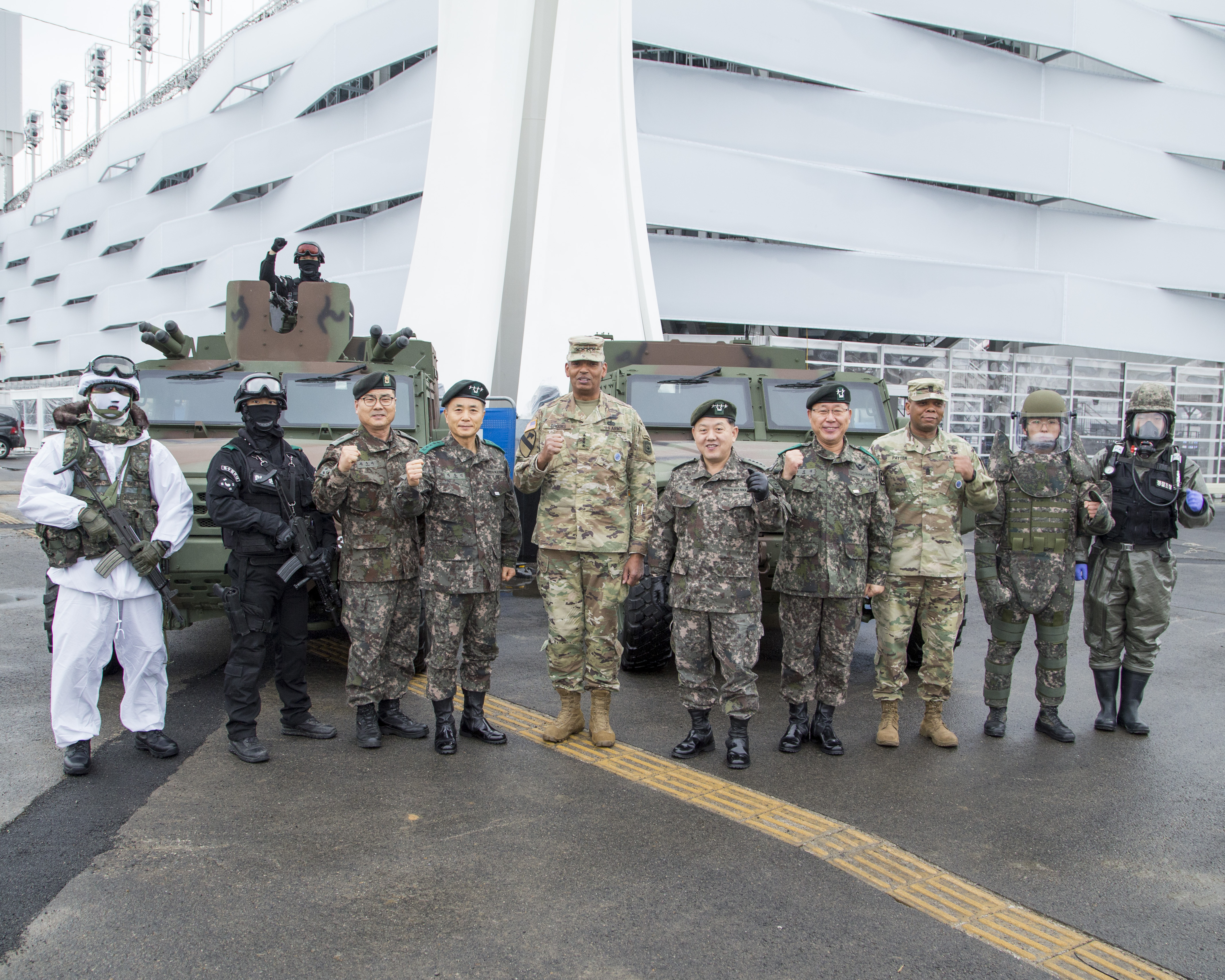
Sécurité renforcée.

Plusieurs pays s'interrogent sur la sécurité des athlètes dont les lieux de compétition ne sont séparés que de 80 kilomètres de la frontière avec la Corée du Nord. La ministre française des Sports Laura Flessel déclare le 21 septembre 2017 : « Si ça s’envenime et qu'on n'arrive pas à avoir une sécurité affirmée, notre équipe de France restera ici ». Le 22 septembre, deux autres pays lui emboîtent le pas. Karl Stoss, président du Comité national olympique autrichien, déclare « Si la situation se dégrade et que la sécurité de nos athlètes n'est plus garantie, nous n’irons pas en Corée du Sud ». Le ministère allemand de l'Intérieur affirme « Une décision sur l'envoi d'une équipe allemande aux Jeux olympiques et paralympiques d'hiver 2018 à PyeongChang sera évaluée en temps utile par le gouvernement, le Comité national olympique et les autorités compétentes de sécurité ».
Le dernier tir de missile de la Corée du Nord, le 29 novembre, incite le ministère sud-coréen de la Défense à prendre des mesures de sécurité supplémentaires. 5 000 policiers et militaires devraient être déployés pendant les Jeux, contre 2 400 lors de la coupe du monde de football de 2002. Le Comité d’organisation des Jeux va recruter une entreprise en cyber-sécurité pour contrer d’éventuelles attaques informatiques. Malgré ces annonces, Nikki Haley, ambassadrice américaine aux Nations unies, déclare à la chaîne Fox News, le 6 décembre, que la participation des athlètes américains est une « question ouverte » et dépend de la situation « au moment donné ».

### Centre alpin de Jeongseon
Le comité organisateur de PyeongChang a fait raser 60 000 arbres de la forêt, anciennement protégée, du mont Gariwang, pour construire deux pistes de ski du Centre alpin de Jeongseon. Il promet de replanter 1 000 arbres et restaurer le site dans son état originel après les Jeux mais des mouvements écologistes sud-coréens dénoncent cette catastrophe écologique.

### Choigate
Les Jeux, initialement présentés comme un moyen d’« augmenter le prestige » du pays, ont vu leur image affectée par le « Choigate », scandale qui a commencé avec des révélations de malversations autour de l’organisation de cet événement international qui a engendré notamment la destitution du président du Comité d'organisation des Jeux Olympiques de PyeongChang (POCOG).

### Cynophagie
Profitant de la médiatisation des Jeux, des pétitions et manifestations d'associations de défense des animaux réclament le boycott de cet événement sportif organisé par un pays dans lequel de la viande de chien est consommée. Chaque année environ un million de chiens issus de fermes d'élevage sont bouillis, la viande de chien faisant partie des plats des restaurants traditionnels coréens. Le gouvernement coréen, sans doute ému à l’idée de choquer certains de ses visiteurs, a requis que les restaurants du comté de PyeongChang ne proposent pas ces plats le temps des Jeux, mais une majorité d’établissements a rejeté la demande malgré l’aide financière qui l’accompagnait.

### Dépassement du budget
Alors que le comité d’organisation présente en juillet 2011 un budget prévisionnel de 6,4 milliards d’euros, le coût estimé de l’événement grimpe à 10,5 milliards d’euros, sans compter les 8,4 milliards d’euros investis par les pouvoirs publics dans des infrastructures d’habitation et de transport. Le coût des olympiades (en) se révèle toujours supérieur aux attentes selon le concept de la malédiction du vainqueur. De plus, l'absence de projet concret pour l'après Jeux pourrait alourdir la facture.

### Dopage
Une enquête de la chaîne allemande ARD révèle le 11 février 2018 que plus de 50 skieurs de fond participant à ces Jeux sont soupçonnés de dopage. Ayant eu accès à une banque de données issue de la Fédération internationale de ski de plus de 10 000 tests sanguins réalisés sur environ 2 000 athlètes, sur la période 2001-2010 (période en grande partie antérieure au passeport biologique de l'athlète, introduit en novembre 2009), les journalistes ont fait analyser les résultats par des experts. Les données laissent soupçonner un dopage généralisé dans la première décennie du siècle. « 46 % des médailles distribuées en ski de fond aux Mondiaux et aux Jeux olympiques entre 2001 et 2017 ont été gagnées par des athlètes dont les valeurs sanguines ont présenté une ou plusieurs fois des anomalies », ce qui laisse supposer un usage d'EPO ou une autotransfusion.
Le tableau ci-dessous recense tous les contrôles antidopage positifs ayant rapport avec ces Jeux.
| Date            | Pays                    | Athlète                  | Discipline                           | Substance      | Sanction                          | Source |
| --------------- | ----------------------- | ------------------------ | ------------------------------------ | -------------- | --------------------------------- | ------ |
| 13 février 2018 | Japon                   | Kei Saito                | Patinage de vitesse sur piste courte | Acétazolamide  | Suspension                        | [ 36 ] |
| 19 février 2018 | Athlète Olympique Russe | Aleksandr Krushelnitskiy | Curling                              | Meldonium      | Suspension et retrait de médaille | [ 37 ] |
| 20 février 2018 | Slovénie                | Žiga Jeglič              | Hockey sur glace                     | Fénotérol (en) | Suspension                        | [ 38 ] |
| 23 février 2018 | Athlète Olympique Russe | Nadezhda Sergeeva        | Bobsleigh                            | Trimétazidine  | Suspension                        | [ 39 ] |

### Relations entre la Corée du Nord et la Corée du Sud
En raison de la situation tendue entre la Corée du Nord et la Corée du Sud, des inquiétudes ont été exprimées quant à la sécurité des Jeux olympiques d'hiver de 2018, notamment après les tensions causées par les essais de missiles et d'armes nucléaires nord-coréens en 2017-2018. Le 20 septembre 2017, le président sud-coréen Moon Jae-in a assuré que son pays garantirait la sécurité des Jeux. Le lendemain, Laura Flessel-Colovic, la ministre française des Sports et de la Jeunesse, a déclaré que la France se retirerait des Jeux si la sécurité de sa délégation ne pouvait pas être garantie.
Le jour suivant, l'Autriche et l'Allemagne ont émis des inquiétudes similaires et menacé de boycotter les Jeux. La France a ensuite confirmé sa participation. Au début de décembre 2017, l'ambassadrice des États-Unis aux Nations unies, Nikki Haley, a déclaré sur Fox News que la participation des États-Unis aux Jeux était une "question en suspens", invoquant des préoccupations sécuritaires dans la région. Cependant, quelques jours plus tard, la secrétaire de presse de la Maison Blanche, Sarah Huckabee Sanders, a affirmé que les États-Unis participeraient aux Jeux.
Dans son discours du Nouvel An le 1er janvier 2018, le dirigeant nord-coréen Kim Jong-un a proposé des pourparlers avec Séoul concernant la participation du pays aux Jeux, ce qui aurait été la première rencontre de haut niveau entre le Nord et le Sud depuis plus de deux ans. Grâce à ces pourparlers qui ont eu lieu le 9 janvier, la Corée du Nord a accepté d'envoyer des athlètes à Pyeongchang,. Le 17 janvier 2018, il a été annoncé que la Corée du Nord et la Corée du Sud avaient convenu de former une équipe de hockey sur glace féminine coréenne unifiée pour les Jeux, et de défiler ensemble sous un drapeau unifié coréen lors de la cérémonie d'ouverture,.
Ces mesures ont suscité une opposition en Corée du Sud, notamment des manifestations et des pétitions en ligne. Les critiques ont soutenu que le gouvernement tentait d'utiliser les Jeux olympiques pour propager des sentiments favorables à la Corée du Nord, et que l'équipe de hockey sur glace unifiée était condamnée à l'échec. Une vidéo de rap intitulée "Le Regret pour Pyeongchang" (평창유감), qui reflétait cette critique et qualifiait l'événement de "Jeux de Pyongyang", est devenue virale dans le pays. Le ministre japonais des Affaires étrangères, Tarō Kōno, a mis en garde la Corée du Sud contre la "diplomatie de charme" de la Corée du Nord et lui a demandé de ne pas relâcher la pression sur le pays.
Le président sud-coréen Moon Jae-in a serré la main de Kim Yo-jong, la sœur du dirigeant nord-coréen Kim Jong-un et une personnalité influente du régime, lors de la cérémonie d'ouverture des Jeux olympiques. C'était la première visite d'un membre de la dynastie Kim au pouvoir en Corée du Sud depuis la guerre de Corée. En revanche, le vice-président américain, Mike Pence, a rencontré Fred Warmbier (le père d'Otto Warmbier, décédé après avoir été détenu en Corée du Nord) et un groupe de dissidents nord-coréens à Pyeongchang. Les responsables américains ont déclaré que la Corée du Nord avait annulé une réunion avec Pence à la dernière minute.
Lors de la cérémonie de clôture, la Corée du Nord a envoyé le général Kim Yong-chol en tant que délégué. Sa présence a été accueillie avec hostilité par les conservateurs sud-coréens en raison d'allégations selon lesquelles il aurait joué un rôle dans le naufrage du ROKS Cheonan et dans d'autres attaques passées. Le ministère de la Réunification a déclaré qu'il était "difficile d'identifier précisément qui était responsable de l'incident". Bien qu'il soit soumis à des sanctions, celles-ci n'ont pas affecté sa capacité à se rendre dans le pays pour les Jeux,.

## Médias
Dans certains pays, les droits de retransmissions des Jeux olympiques d'hiver de 2018 sont déjà acquis dans le cadre de contrats de diffusion à long terme, y compris le détenteur local coréen des droits des Jeux SBS qui les a prolongé jusqu'en 2024.
Le 29 juin 2015, le CIO annonce que Discovery Communications a acquis les droits exclusifs sur les Jeux olympiques à travers l'Europe, de 2018 à 2024 sur toutes les plateformes. L'accord de droits de Discovery ne couvrira pas la France en raison des accords de droits préexistants avec France Télévisions jusqu'aux Jeux d'hiver de 2022 ainsi que la Russie jusqu'en 2024 par l'agence de marketing Telesport. Contrairement aux précédentes transactions paneuropéennes, telles qu'avec l'Union européenne de radio-télévision (UER) et Sportfive (qui ne servait que de revendeur des droits des radiodiffuseurs locaux), Discovery retransmet les Jeux sur son réseau paneuropéen de chaînes Eurosport et d'autres chaînes locales détenues. Discovery s'est engagé à sous-licencier au moins 100 heures de couverture sur les réseaux gratuits (Free to air en anglais, FTA) de chaque marché,. Dans certains marchés, les droits de FTA sont détenus par des chaînes appartenant à Discovery, comme DMAX en Espagne, Kanal 5 en Suède et TVNorge en Norvège. Au Royaume-Uni, Discovery détient les droits exclusifs de télévision payante sous licence de la BBC Sport pour les Jeux de 2018 : en retour, la BBC sous-licenciera les droits de diffusion gratuite des Jeux olympiques de 2022 et de 2024 de Discovery.